# Calyptrocarya
Calyptrocarya es un género de plantas herbáceas de la familia de las ciperáceas.  Comprende 20 especies descritas y de estas, solo 8 aceptadas.

## Descripción
Son plantas perennes, cespitosas (y/o largamente rizomatosas), con brotes foliosos fértiles y estériles; culmos fértiles centrales o laterales, erectos o ascendentes, triangulares, a menudo rojizos en la base, excediendo o excedidos por las hojas; plantas monoicas. Hojas subdísticas a 3-seriadas, láminas angostamente lineares (en Nicaragua) a lanceoladas o elípticas, angostamente agudas a acuminadas o atenuadas (anchamente agudas), multiacostilladas, márgenes y costillas más grandes a menudo escábridos; vainas aquilladas, rojizas o purpúreas por lo menos ventralmente, sin lígula. Inflorescencia foliosa, un conglomerado angosto y ampliamente interrumpido de corimbos ascendente-pedunculados (o una cabezuela folioso-involucrada simple), cada conglomerado con varios a muchos rayos ascendentes a divaricados, las últimas ramas produciendo grupos subglobosos a ovoides, apretados, cada uno en realidad un conglomerado ramificado de espiguillas unisexuales, las ramas superiores pistiladas, las inferiores estaminadas . Fruto recubierto distalmente por una capa proximalmente crustácea y distalmente delgada, ésta con un rostro ligeramente dentado y corto, aquenio marcadamente biconvexo a tumescentemente triquetro-ovoide o subgloboso, con un borde cupuliforme ancho, 1–1.5 mm de largo, liso, blanco.

## Taxonomía
El género fue descrito por  Christian Gottfried Daniel Nees von Esenbeck y publicado en Linnaea 9(3): 304. 1834. La especie tipo es: Calyptrocarya fragifera (Rudge) Nees. 

## Especies aceptadas
A continuación se brinda un listado de las especies del género Calyptrocarya aceptadas hasta febrero de 2014, ordenadas alfabéticamente. Para cada una se indica el nombre binomial seguido del autor, abreviado según las convenciones y usos.
- Calyptrocarya bicolor (H.Pfeiff.) T.Koyama
- Calyptrocarya delascioi Davidse & Kral (1988).
- Calyptrocarya glomerulata (Brongn.) Urb. (1900).
- Calyptrocarya irwiniana T.Koyama (1969).
- Calyptrocarya luzuliformis (1967).
- Calyptrocarya monocephala Hochst. ex Steud. (1855).
- Calyptrocarya montesii Davidse & Kral (1988).
- Calyptrocarya poeppigiana Kunth,